# Tout pour rien (film, 1969)
Cet article concerne le film mexicain de 1969. Pour le film français de 1933, voir Tout pour rien.
Pour plus de détails, voir Fiche technique et Distribution.
Tout pour rien (Todo por nada) est un western mexicain sorti en 1969, réalisé par Alberto Mariscal. Ce film a valu à Mario Almada le prix Diosas de Plata (es) du meilleur espoir masculin de l'année 1970.

## Synopsis
Un groupe de meurtriers prend d'assaut une ferme tranquille, où ils violent les femmes puis tuent tout le monde à l'intérieur. À leur insu, ils déclenchent une vengeance des plus féroces de la part des deux frères survivants.

## Fiche technique
- Titre français : Tout pour rien[3]
- Titre original espagnol : Todo por nada
- Réalisation : Alberto Mariscal
- Scénario : Alberto Mariscal, Ramón Obón, Ferma Otero
- Genre : western, drame
- Musique : Gustavo César Carrión[4]
- Photographie : Rosalío Solano
- Montage : Carlos Savage
- Durée : 100 min
- Production : Horacio Almada, Mario Almada pour Producciones Almada S.A.[4]
- Pays de production :  Mexique
- Langue originale : espagnol
- Date de sortie : 
  - Mexique : 29 mai 1969[5]
  - France : inédit à Paris, diffusé en province[3]

## Distribution
- Fernando Almada (es) : Fernando
- Narciso Busquets (es) : Alberto Tejeda
- Irma Lozano : Graciela
- Pedro Armendáriz Jr. : Pedro
- Laura Castro : Ana María
- Chano Urueta : Nicolás
- Consuelo Frank : Teresa
- Carlos Ancira (es) : magasinier
- Manuel Bravo
- John Kelly
- Rogelio Gaona
- Penélope : jeune femme au magasin
- Mario Almada : Mario
- Bruno Rey : Bruno
- Jorge Russek : Allen Lucero
- Jorge Patiño
- Honorato Magaloni (Ignacio Magaloni)
- Horacio Almada
- Manuel Cárdenas
- Jorge Bekris
- Víctor Eberg
- Víctor Villauchi
- Tinieblas (es) (Manuel Leal)
- Rolando Arce
- Eric del Castillo (es) : Mendoza
- Hernando Name
- Luis Gómez
- Adalberto Arvizu
- Arturo Rodríguez
- Roberto Iglesias
- Octavio Herrera
- Rubén Iglesias
- Sergio Bustamante (es) : Johnny

## Récompenses
- En 1970, le film est primé d'une Diosa de Plata (es) comme meilleur film (Mejor Película)[6]. En outre, Mario Almada est récompensé d'une Diosa de Plata comme meilleur espoir masculin (Revelación Masculina)[6].